# Trachylepis septemtaeniata
Trachylepis septemtaeniata är en ödleart som beskrevs av  Reuss 1834. Trachylepis septemtaeniata ingår i släktet Trachylepis och familjen skinkar. Inga underarter finns listade i Catalogue of Life.